# Lorenzo Bini Smaghi

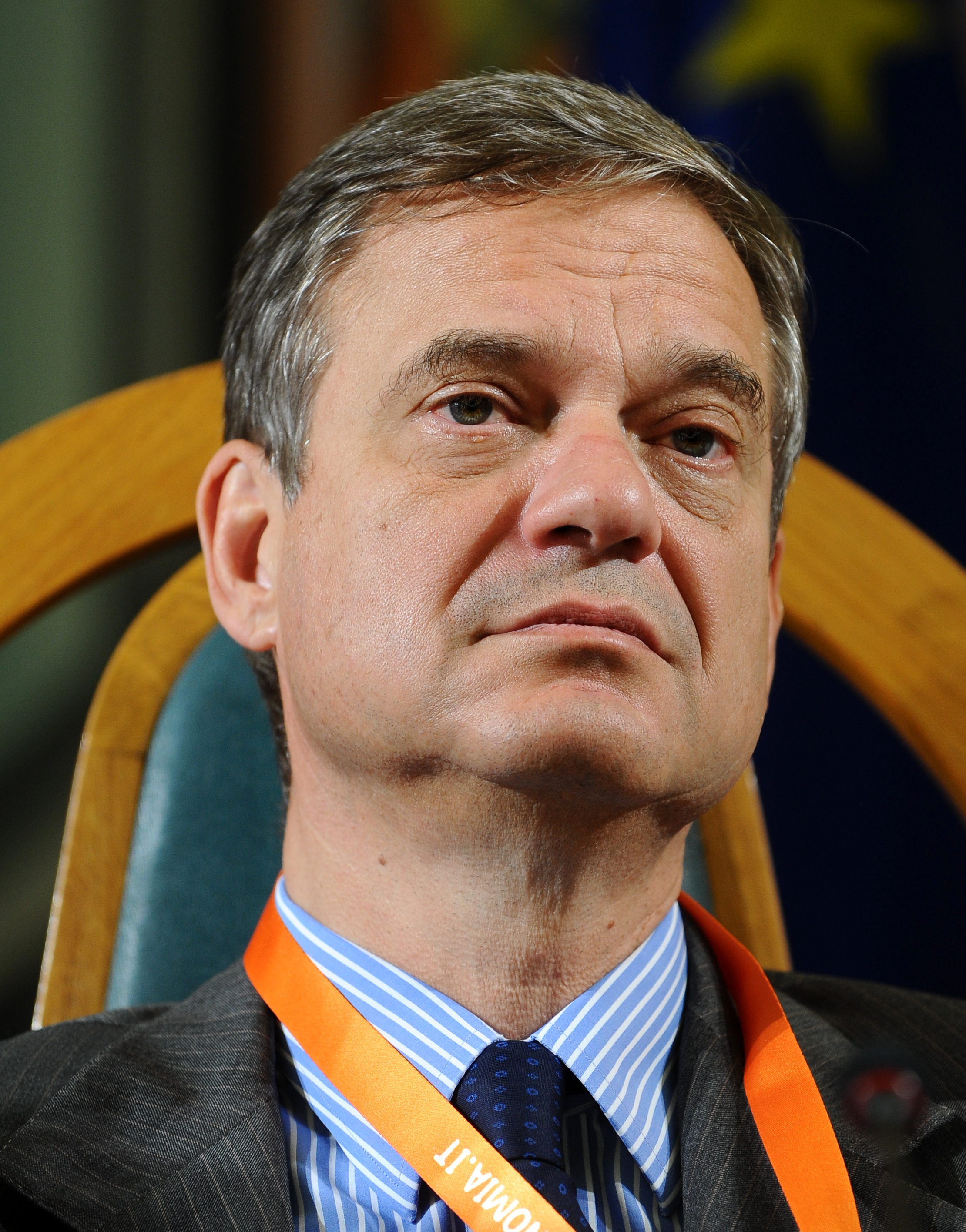
Lorenzo Bini Smaghi

Lorenzo Bini Smaghi (* 29. November 1956 in Florenz) ist italienischer  Wirtschaftswissenschaftler. Bis Ende 2011 war er Mitglied des Direktoriums der Europäischen Zentralbank.

## Leben
1974 legte Lorenzo Bini Smaghi das Abitur am französischsprachigen Gymnasium in Brüssel ab. Vier Jahre später beendete er erfolgreich sein Wirtschaftsstudium an der Université catholique de Louvain. 1980 erhielt er einen Master der University of Southern California. 1982 absolvierte er ein Praktikum beim Central Banking Department des Internationalen Währungsfonds in Washington. Anschließend war er von 1983 bis 1988 als Volkswirt bei der Banca d’Italia im Bereich Internationale Beziehungen tätig. Einen Ph.D. erhielt Lorenzo Bini Smaghi 1988 von der University of Chicago. Im selben Jahr wurde er zum Leiter der Abteilung Wechselkurse und Internationaler Handel der Banca d’Italia. 1994 wechselte er zum neu gegründeten Europäischen Währungsinstitut in Frankfurt am Main, wo er als Leiter der Abteilung Politik tätig war. 1998 wurde er Stellvertretender Generaldirektor für Forschung der Europäischen Zentralbank. Diese Position hielt er nur kurzfristig inne und wurde im selben Jahr Generaldirektor für Internationale Finanzbeziehungen am italienischen Wirtschafts- und Finanzministerium, wo er bis zum Mai 2005 tätig war. 2001 wurde er Präsident der italienischen Exportkreditagentur SACE sowie Mitglied des Vorstands von Finmeccanica SpA und des MTS-Finanztransaktionssystems.
Im Juni 2005 wurde er zum Mitglied des Direktoriums der Europäischen Zentralbank ernannt. Bini Smaghis Platz im Direktorium wurde Gegenstand zäher Verhandlungen, da EZB-Präsident Jean-Claude Trichet am 31. Oktober 2011 seinen Stuhl räumte und durch Italiens ehemaligen Zentralbankchef Mario Draghi ersetzt wurde. Ohne einen freiwilligen Verzicht Bini Smaghis wären im EZB-Direktorium zwei Italiener vertreten, aber kein Franzose. Nach einer informellen Regel sollen im Direktorium der EZB aber die vier größten Euro-Volkswirtschaften Deutschland, Frankreich, Italien und Spanien permanent vertreten sein. Bini Smaghis Amtszeit im EZB-Direktorium läuft bis Ende Mai 2013. Mit der Berufung von Ignazio Visco zum neuen Chef der italienischen Zentralbank durch Silvio Berlusconi im Oktober 2011 war zunächst unklar, ob Bini Smaghi tatsächlich freiwillig zurücktreten werde. Im November 2011 gab Bini Smaghi bekannt, in die Wissenschaft zu wechseln.
Lorenzo Bini Smaghi hat im Oktober 2011 in der EZB ein internes Rechtsgutachten in Auftrag gegeben, ob es möglich sei, die Gold- und Währungsreserven zu „poolen“. Dies hätte bedeutet, dass Sonderziehungsrechte des Internationalen Währungsfonds (IWF), die neben Gold und Devisen, zur Reserve der Notenbanken gehören, in eine Zweckgesellschaft einfließen, um die Schlagkraft des Euro-Rettungsfonds EFSF zu erhöhen. Davon wären auch die Goldreserven der Deutschen Bundesbank betroffen gewesen. Dieser Plan wurde von Jens Weidmann, dem Präsidenten der Deutschen Bundesbank, abgelehnt. Dort gibt es Vorbehalte gegen das forsche Vorgehen des Italieners in der Euro-Krise.
Zum Jahresende 2011 schied Bini Smaghi aus dem Direktorium der EZB, um als Professor an die Elite-Universität Harvard zu wechseln.
Lorenzo Bini Smaghi ist verheiratet und hat zwei Kinder.
Seit Januar 2015 ist Bini Smaghi Chairman der französischen Bank Société Générale.

## Werke

### Bücher
- L’Euro, Il Mulino, Bologna, 1998 (Dritte Ausgabe: 2001).
- Open Issues in European Central Banking, Macmillan, London, 2000 (mit D. Gros).
- Chi Ci Salva dalla Prossima Crisi Finanziaria?, Il Mulino, Bologna, 2000.

### Aufsätze
- „The Effectiveness of Monetary Policy: An Empirical Investigation for Italy (1966-1981)“, Giornale degli Economisti e Annali di Economia, S. 679–690, September – Oktober 1983 (mit P. Tardini).
- „Have Exchange Rates Varied Too Much With Respect To Market Fundamentals?“, Giornale degli Economisti e Annali di Economia, S. 45–54, Januar – Februar 1985.
- „Dinamica dei Tassi di Cambio e Interventi“, Giornale degli Economisti e Annali di Economia, S. 619–638, November – Dezember 1985.
- „Politica Fiscale, Debito Estero degli Stati Uniti e Tasso di Cambio del Dollaro“, Quaderni Sardi di Economia, Nr. 2/3, S. 225–240, 1986.
- „La Bilancia dei Pagamenti degli Stati Uniti e il Tasso di Cambio del Dollaro“, Temi di Discussione, Nr. 58, Banca d’Italia, Januar 1986.
- „Le Tensioni Commerciali nello SME; il Ruolo delle Politiche di Cambio e della Convergenza Economica“, Contributi all'Analisi Economica, Nr. 2, S. 7–67, Banca d’Italia, Dezember 1986 (mit S. Vona).
- „La Rivoluzione della Nuova Macroeconomia“, Quaderni Sardi di Economia, Nr. 1/2, S. 15–28, 1987.
- „Economic Growth and Exchange Rates in the European Monetary System: Their Trade Effects in a Changing External Environment“, in: The European Monetary System, herausgegeben von F. Giavazzi, S. Micossi und M. Miller, Cambridge University Press, London, 1988 (mit S. Vona).
- „The Effects of Economic Convergence and Competitiveness on Trade among the EMS Countries“, in: Macroeconomic Policy and Economic Interdependence, herausgegeben von D. Hodgman und G. Woods, McMillan, London, 1988 (mit S. Vona).
- „La Coesione dello SME e il Ruolo dei Fattori Esterni: un’Analisi in Termini di Commercio Estero“, Giornale degli Economisti e Annali di Economia, S. 1–44, Januar – Februar 1988 (mit S. Vona).
- „Target Zones vs. Real Exchange Rate Rules: Comparative Dynamics“, European Journal of Political Economy, Bd. 5, S. 501–517, 1989.
- „Fiscal Prerequisites for Further Monetary Convergence in the EMS“, BNL Quarterly Review, Nr. 169, S. 165–190, Juni 1989.
- „Managing Exchange Markets in the EMS with Free Capital“, BNL Quarterly Review, Nr. 171, S. 395–530, Dezember 1989 (mit S. Micossi).
- „Il Ruolo delle Esportazioni nel Processo di Crescita e Aggiustamento dei PVS“, in: Il Difficile Sentiero del Riequilibrio: L’Economia Internazionale negli Anni Ottanta, herausgegeben von S. Micossi und S. Vona, Il Mulino, Bologna, 1990 (mit D. Porciani und L. Tornetta).
- „Le Esportazioni dai Paesi in Via di Sviluppo“, Politica Internazionale Nr. 1/2, S. 101–121, 1990 (mit D. Porciani und L. Tornetta).
- „Monetary and Exchange Rate Policy in the EMS with Free Capital“, in: The European Monetary System in the 1990s, herausgegeben von P. De Grauwe und L. Papademos, Longman, London, S. 120–155, 1990 (mit S. Micossi).
- „Progressing towards European Monetary Unification: Selected Issues and Proposals“, Temi di Discussione, Nr. 133, Banca d’Italia, März 1990.
- „L’Unione Economica e Monetaria: il Dibattito delle Idee“, Impresa e Banca, S. 18–22, September 1990.
- „From the Werner Report to the Rome Intergovernmental Conference: the Long Road towards European Monetary Unification“, ECU Newsletter, S. 5–7, Oktober 1990.
- „Concorrenza, Egemonia e Unificazione Monetaria“, Politica Economica, Bd. VI, Nr. 3, Dezember 1990 (mit S. Vori).
- „Liberalizzazione Valutaria e Apprezzamento del Cambio: Ma è’ Veramente un Paradosso?“, Quaderni Sardi di Economia, Nr. 1/2, 1991.
- „Exchange Rate Variability and International Trade: Why is it so Difficult to Find any Empirical Relationship?“, Applied Economics, Bd. 23, S. 927–936, 1991.
- „Monetary Institutions and Monetary Sovereignty in the EMU“, in: A Currency for Europe, herausgegeben von J. Driffil und M. Beber, Lothian Foundation Press, London, 1991.
- „Institutional Developments toward a Single European Monetary Policy“, Greek Economic Review, Bd. 3, Nr. 2, S. 173–200, Dezember 1991.
- „Rating the EC as an Optimal Currency Area: Is it Worse than the US?“ , in: Finance and the International Economy, Nr. 6, The Amex Bank Review Price Essays, herausgegeben von R. O’Brian, Oxford University Press, 1992 (mit S. Vori).
- „Exchange Rate Dynamics and Capital Mobility“, Economic Notes, Bd. 21, Nr. 1, 1992.
- „Waiting for EMU: Living with Monetary Policy Asymmetries in the EMS“, Temi di Discussione, Nr. 168, Banca d’Italia, April 1992.
- „Istituzioni Politiche e Debito Pubblico: un Commento, Teoria Economica e Analisi delle Istituzioni“, herausgegeben von R. Artoni, Il Mulino, Bologna, 1993.
- „Discussion on Economic and Monetary Union: Critical Notes on the Maastricht Treaty“, in: Adjustment and growth in the European Monetary Union, herausgegeben von F. Torres und F. Giavazzi, Cambridge University Press, Cambridge, S. 28–36, 1993.
- „Is there a Triffin Dilemma for the EMS?“, Open Economies Review, Bd. 4, Nr. 2, S. 175–188, 1993 (mit S. Vori).
- „L’Unione Economica e Monetaria“, Politica internazionale, Nr. 1, Januar – März 1993.
- „Aree Valutarie Ottimali e Politiche di Aggiustamento“, in: Unione Europea e Squilibri Regionali, herausgegeben von D. Pettenati, Il Mulino, Bologna, 1994.
- „Monetary Stability, A Pre-condition for Economic Stability in the European Union“, ECU Activities, S. 47–50, 1994.
- „The Transition to EMU in the Maastricht Treaty“, Princeton Essays in International Finance, Nr. 194, 1994 (mit T. Padoa-Schioppa und F. Papadia).
- „EMS Discipline: Did It Contribute to Inflation Convergence?“, BNL Quarterly Review, Juni 1994.
- „The 1992-93 EMS Crisis: Assessing the Macroeconomic Costs“, in: European currency crises and after, herausgegeben von C. Bordes, E. Girardin und J. Melitz, Manchester University Press, Manchester, S. 28–52, 1995 (mit O. Tristani).
- „Convergence of Inflation: A Necessary Prerequisite for EMU?“, in: Open Economies Review, Bd. 7, S. 117–126, 1996 (mit P. Del Giovane).
- „Convergence of Inflation and Interest Rates Prior to EMU: An Empirical Analysis“, Journal of Policy Modeling, Bd. 18, Nr. 4, S. 377–395, 1996 (mit P. Del Giovane).
- „L’Unione Monetaria e’ Unione Politica“, in: Il Mulino, Nr. 373, S. 944–950, September – Oktober 1997.
- „The Democratic Accountability of the European Central Bank“, BNL Quarterly Review, Juni 1998.
- „Financial Stability“, Kredit und Kapital, 2000 (mit D. Gros).
- „Monetary and Fiscal Policy Co-operation: Institutions and Procedures in EMU“, Journal of Common Market Studies, Bd. 38, Nr. 3, S. 375–391, September 2000 (mit C. Casini).
- „Towards a Truly European Financial Market“, The International Spectator, Bd. XXXV, Nr. 4, S. 21–25, Oktober–Dezember 2000.
- „Euro“, Iter Treccani (Scuola cultura società), anno IV, Nr. 13, S. 14–18, Oktober – Dezember 2001.
- „Why Enlarge the EU? A Look at the Macroeconomic Implications“, The International Spectator, Bd. XXXVII, Nr. 2, S. 51–63, April – Juni 2002.
- „Fiscal Discipline and Policy Coordination in the Eurozone“, in: Budgetary Policy in EMU: Design and Policy Challenges, Den Haag, Finanzministerium, Mai 2002.
- „How to Improve Economic Governance. The Coordination of Macroeconomic Policies in Europe“, Aspen European Dialogue, Februar 2003 (mit G. Tabellini).
- „The Governance of the International Financial System“, in: The Future of the International Monetary System, herausgegeben von M. Uzan, Elgar, 2004.
- „The G8’s role in Promoting Financial Stability“, in: The G8, The United Nations and Conflict Prevention, herausgegeben von J. Kirton und R. Stefanova, Ashgate Publishing, S. 143–156, 2004.
- „A Single European Seat in the IMF?“, Journal of Common Market Studies, Bd. 42, Nr. 2, S. 229–248, Juni 2004.
- „What Went Wrong with the Stability and Growth Pact?“, in: Monetary Union in Europe – Historical Perspectives and Prospects for the Future, herausgegeben von P.B. Sørensen, DJOF Publishing, Kopenhagen, 2004.
- „IMF Governance and the Political Economy of a Consolidated European Seat“, in: E. M. Truman (Hrsg.), Reforming the IMF for the 21st Century. Special Report 19. Institute for International Economics, Washington D.C., S. 233–255, April 2006.
- „Powerless Europe. Why is the Euro Area Still a Political Dwarf?“, International Finance 9:2, S. 1–19, 2006.
- „Economic Forecasting and Monetary Policy“, 80 Years of Business Cycle Studies at DIW Berlin, Vierteljahrshefte zur Wirtschaftsforschung. 75. Jahrgang, Heft 2/2006, Duncker & Humblot Berlin, S. 54–64, 2006.
- „Revisiting the European Monetary System Experience: Were Some Members More Equal than Others?“, in: Economic Notes, Banca Monte dei Paschi di Siena S.p.A., Bd. 35, Nr. 2, S. 151–171, 2006 (mit Giovanni Ferri).
- „Global Imbalances and Monetary Policy“, in: Journal of Policy Modeling, Nr. 29, S. 711–727, 2007.
- „Independence and Accountability in Supervision: General Principles and European Setting“, in: Designing Financial Supervision Institutions, herausgegeben von Donato Masciandaro und Marc Quintyn, Elgar, S. 41–62, 2007.